# Angelika Steg
Angelika Steg (* 1620; † 15. September 1668 auf  Burg Sternberg) war ein Opfer der Hexenverfolgung in Lemgo.

## Historischer Hintergrund
1617 verlieh der Landesherr Simon VII. zur Lippe der Stadt Lemgo das Recht zur Ausübung der Blutgerichtsbarkeit. Dadurch konnten ihre Vertreter bei bestimmten Straftaten selbst über Leben und Tod ihrer Bürger entscheiden. In Deutschland gehörte Lemgo zu den Städten, in denen Hexenprozesse besonders intensiv geführt wurden. Hermann Cothmann war von 1667 bis 1683 Lemgos Bürgermeister, in dessen Amtszeit annähernd 100 Todesurteile vollstreckt wurden. 1666 wurde er Directore des Peinlichen Processus contra die Uunholden und Hexen und damit verantwortlich für das Peinliche Gericht.

## Gerichtsverfahren gegen Angelika Steg
Am 11. September 1668 wurde Angelika Steg zum Verhör auf die Burg Sternberg geführt mit dem Vorwurf, sie sei eine Hexe, habe vier ihrer Nichten und Neffen vergiftet, ihrer Nachbarin Schmerzen „in den Arm gezaubert“ und sei zum Hexentanz in ihrem Dorf Schwelentrup gegangen. Arndt Hördemann hatte sie denunziert, wie zuvor auch seine Schwiegermutter Catharina Wulff (Angelikas Pflegemutter), die im Sommer 1667 in Lemgo hingerichtet wurde.

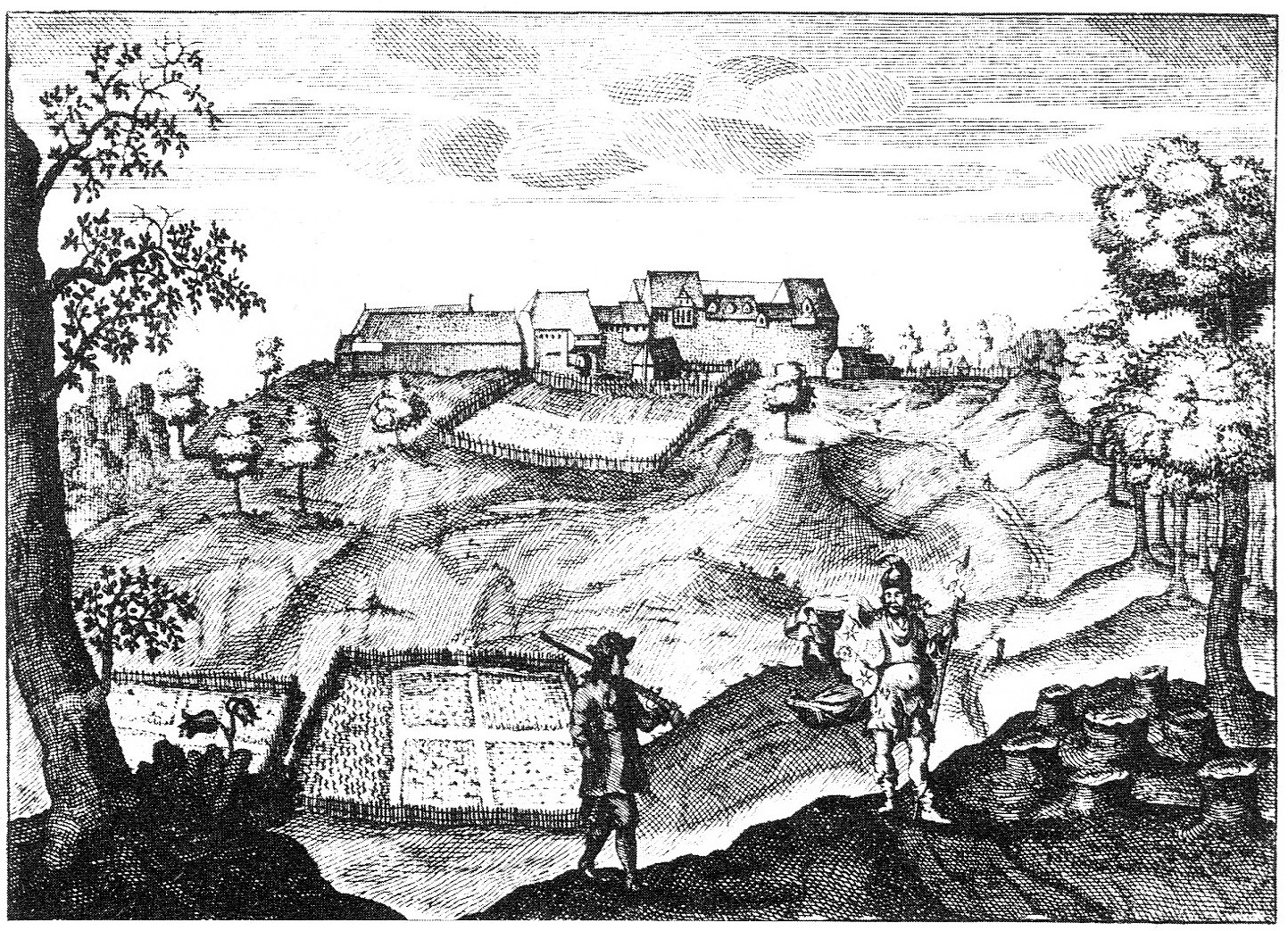
Burg Sternberg 1663, Hinrichtungsstätte der Angelika Steg

Das Urteil gegen Angelika Steg wurde am 15. September 1668 auf Burg Sternberg vollstreckt. Es war dort die einzige bekannte Hinrichtung.